# Hindko
Hindko er et sprog som tales i Pakistan af omkring 2-3 millioner mennesker. Det er klassificeret som et indoarisk, indoiransk, indoeuropæisk sprog og er forholdsvis tæt beslægtet med punjabi.
| Sprog | Spire Denne artikel om sprog er en spire som bør udbygges. Du er velkommen til at hjælpe Wikipedia ved at udvide den. |